# Plagiognathus bipunctatus
Plagiognathus bipunctatus är en insektsart som beskrevs av Reuter 1883. Plagiognathus bipunctatus ingår i släktet Plagiognathus och familjen ängsskinnbaggar. Inga underarter finns listade i Catalogue of Life.